# Trabrennbahn Mariendorf

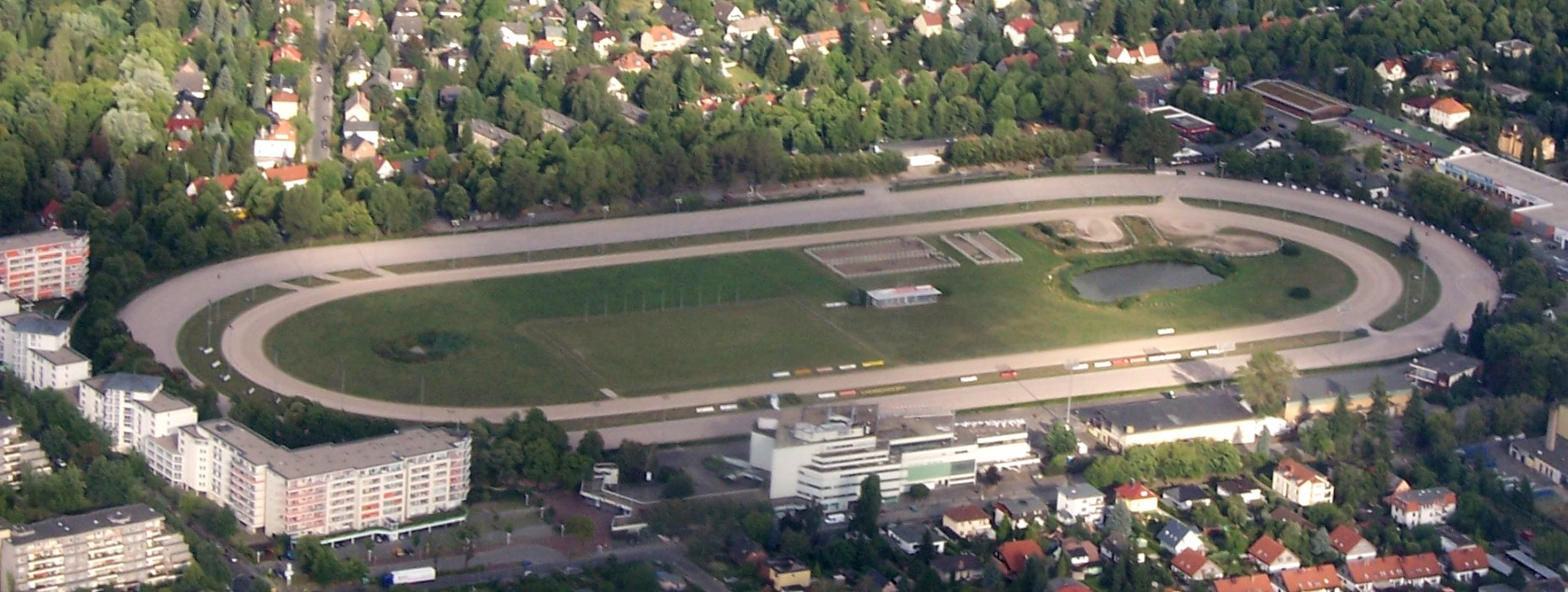
Luftbild der Trabrennbahn von Westen, 2008. Links das neugebaute Seniorenwohnheim, in der Mitte unten die Tribünenhäuser, rechts die verbliebenen Stallgebäude und das neue Einkaufszentrum

Die Trabrennbahn Mariendorf ist eine im Jahr 1913 gegründete Pferdesportanlage im Berliner Ortsteil Mariendorf des Bezirks Tempelhof-Schöneberg. In den 1920er Jahren entwickelte sie sich zu einer der größten und meistbesuchten Trabrennbahnen von Deutschland.

## Lage und Architektur
Der Architekt der Trabrennbahn war August Endell, der den Entwurf 1911/1912 erarbeitete und die ursprüngliche Anlage 1913 fertigstellte. Der Haupteingang zum Gelände liegt an der Kreuzung Kruckenbergstraße Ecke Hirzerweg, die Postadresse ist Mariendorfer Damm 222.
Die Baulichkeiten bestehen heute aus der offenen Kaiserlich-Endellschen Tribüne von 1913, der verglasten Robinsontribüne von 1936, dem Champions Teehaus von 1961, dem verglasten Haupttribünenhaus mit fünf Etagen von 1974 sowie dem Stallkasino und den verbliebenen Stallgebäuden im Süden. Die Gesamtanlage steht unter Denkmalschutz und wird in der Berliner Denkmalliste geführt.
Die Trabrennbahn Mariendorf ist neben der Trabrennbahn Karlshorst und jener in Gelsenkirchen eine der wenigen Kurse Deutschlands, bei denen das Rennen fast ausschließlich im Uhrzeigersinn (Rechtskurs) verläuft.

## Geschichte

### Entwicklung

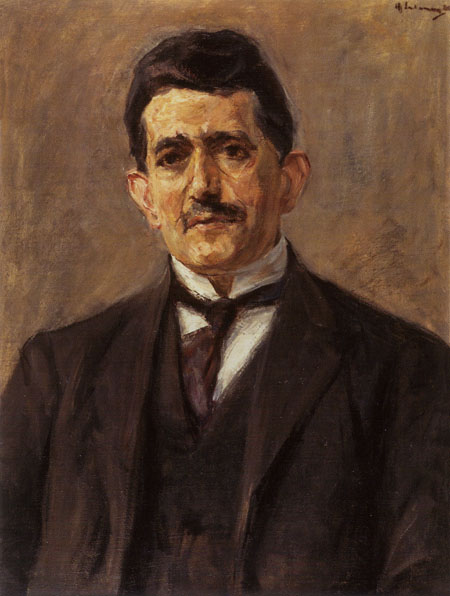
Bruno Cassirer, ein großer Investor der Trabrennbahn von 1913 bis zu seiner Vertreibung 1933

Nach der Gründung 1913 rettete der jüdische Verleger Bruno Cassirer die Trabrennbahn gleich im ersten Betriebsjahr vor dem Konkurs und investierte in der Folgezeit in erheblichem Umfang in die Anlage. Er blieb bis 1933 Vorsitzender des Trabrennvereins Mariendorf, Vorstandsmitglied im Traberbesitzerverein und im Züchterverein sowie Vorsitzender der Obersten Behörde für Traberzucht (OBT).
Die Trabrennbahn Mariendorf entwickelte sich bis 1933 zu einem der zentralen Schauplätze im damaligen Bezirk Tempelhof (heutiger Ortsteil Mariendorf). Auch nach 1933, in der Zeit des Nationalsozialismus, lief der Betrieb der Trabrennbahn weiter und selbst während des Zweiten Weltkriegs, bei dem mehrere Tribünen zu Schaden kamen, wurden hier noch Rennen veranstaltet, vermutlich bis 1945. Das erste Nachkriegs-Trabrennen in Berlin fand auf Weisung der Sowjetischen Militäradministration (SMA) am 1. Juli 1945 auf der Bahn in Karlshorst statt. In Mariendorf wurde der Rennbetrieb nach der Wiederherstellung der Anlage am 3. Juli 1946 wieder aufgenommen. Die Trabrennbahn erlebte in den Nachkriegsjahren eine zweite Blüte. In den 1960er Jahren starteten viele prominente Trabrennfahrer wie z. B. Eddy Freundt und Gerhard Krüger auf der Mariendorfer Anlage.

### Die Anlage heute

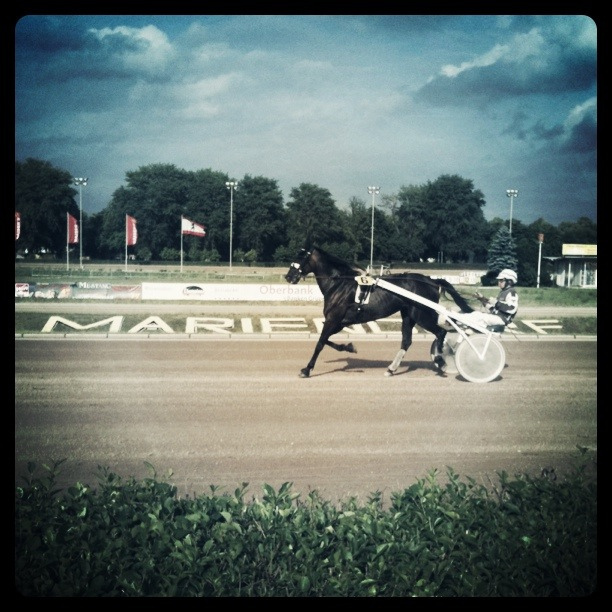
Trabrennfahrer in Mariendorf, 2011

In den 1990er Jahren gingen die Einnahmen der Trabrennbahn Mariendorf sehr stark zurück. Als Ursache wurde die Verlagerung auf Internetwetten genannt, außerdem konnten nach der Wende viele Rennpferdhalter aus dem Westteil Berlins ihre Pferde im Berliner Umland einstellen. Die finanzielle Situation des Trabrennbahnbetreibers verschlechterte sich zunehmend, dabei geriet das Management des Betreibers in die öffentliche Kritik. Der Betreiber forderte, Flächen des Trabrennbahngeländes veräußern zu können, um den Rennbahnbetrieb aufrechterhalten zu können. Zunächst wurde im Norden des Geländes Flächen abgetrennt, bauplanungsrechtlich umgewidmet und darauf die Seniorenresidenz „Rosenhof“ gebaut. Zwischenzeitlich war sogar ein vollständiger Verkauf des Trabrennbahngrundstückes und ein Umzug nach Karlshorst geplant, der aber in den politischen Gremien sehr kontrovers diskutiert und abgelehnt wurde. Schließlich blieb das Kerngrundstück in seiner Funktion erhalten und es wurden nur noch im Süden weitere Flächen abgetrennt und umgewidmet, auf denen ein Einkaufszentrum und Wohngebäude entstanden. Dabei konnte ein Teil der alten Stallgebäude erhalten bleiben und umgebaut werden.
Die aktuelle Geschäftsführung um den Eigentümer und Vorstandsvorsitzenden Ulrich Mommert ist bemüht, die Trabrennbahn Mariendorf und den deutschen Trabrennsport wirtschaftlich zu sanieren. Als Folge dieser Bemühungen ist seit 2014 wieder ein kontinuierlicher Anstieg der Besucherzahlen auf der Trabrennbahn Mariendorf zu verzeichnen.

#### Derby-Woche
Der Höhepunkt des Deutschen Trabrenn-Kalenders ist die Derby-Woche, die alljährlich am letzten Juli- und ersten August-Wochenende über sieben Tage vom ersten Berliner Trabrenn-Verein veranstaltet wird. Der finale Höhepunkt dieser Veranstaltungsreihe findet am zweiten Sonntag mit der Austragung des Deutschen Traber Derbys statt.

#### Breeders Crown
Die „Breeders Crown“ ist der große Leistungsvergleich für Deutsche Trabrenn-Pferde. Züchter, Besitzer und Trainer erhalten in diesen nationalen Rennen die Möglichkeit, den Erfolg ihrer Bemühungen zu bewerten. Die Krone der Züchter wurde 1998 aus der Taufe gehoben und wird seit 2013 wieder auf der Mariendorfer Bahn veranstaltet. 2015 wurde der Veranstaltungstermin vom November auf die letzte Septemberwoche verschoben. In den nach Alter und Geschlecht der Pferde unterteilten Rennen gehen während der Breeders Crown die besten deutschen Pferde an den Start.

## Verkehrsanbindung
Die Rennbahn ist derzeit mit den öffentlichen Verkehrsmitteln über den U-Bahnhof Alt-Mariendorf (Linie U6) und Weiterfahrt mit den Buslinien M76 bzw. 179 bis zur Haltestelle Trabrennbahn am Mariendorfer Damm zu erreichen.
Bei größeren Veranstaltungen werden auch Zusatzbusfahrten vom U-Bahnhof Alt-Mariendorf bis direkt vor den Besuchereingang am Hirzerweg angeboten. Dort befand sich bis in die 1960er Jahre eine größere Straßenbahnwendeschleife. Nach Einstellung des Straßenbahnbetriebes wurde die Wendeschleife für den Busverkehr umgebaut. Die Busendhaltestelle wurde um 1998/1999 mit dem Bau des Seniorenwohnheims „Rosenhof“ verkleinert.